# مجير أباد
مجير أباد (بالفارسية: مجیرآباد) هي مستوطنة تقع في قسم تشاراويماق المركزي في إيران. يقدر عدد سكانها بـ 112 نسمة .